# Texel
Texel – nizinna wyspa w Holandii, wysunięta najdalej na zachód w grupie Wysp Zachodniofryzyjskich. Całe terytorium wyspy oraz otaczające je wody stanowią gminę miejską Texel, wchodzącą w skład prowincji Holandia Północna. Oddzielona na północy cieśniną od wyspy Vlieland. Siedziba władz mieści się w Den Burg. Burmistrzem w kadencji 2014-2018 jest Francine Giskes.
Ludność wyspy zajmuje się rybołówstwem oraz uprawą kwiatów. Na wyspie rozwinęła się turystyka.

## Geografia
Pierwotnie były to dwie wyspy, właściwa Texel na południu i położona na północ od niej Eierland, połączone groblami. Połączono je polderem w XVII wieku. Wyspa jest piaszczysta o wydmowym krajobrazie. Siedem leżących na niej wiosek: De Cocksdorp, De Koog, De Waal, Den Burg, Den Hoorn, Oosterend oraz Oudeschild, administracyjnie połączono w gminę miejską Texel, mającą prawa miejskie od 1415. Na wyspę można dostać się promem lub samolotem, posiada ona port lotniczy. Około 70% dochodów przynosi wyspie turystyka. Walory wyspy to jej krajobraz oraz przyroda. Texel jest siedliskiem dzikich ptaków.

## Historia
- 1673 – bitwa morska pod Texel, stoczona podczas III wojny angielsko-holenderskiej
- 1945 – Bunt 822 Ostbatalionu, wystąpienie zbrojne Gruzinów przeciwko żołnierzom III Rzeszy

Herb gminy Texel
Flaga gminy Texel